# Jaroslav Kirchner
Jaroslav Kirchner (22. září 1953 Praha – 16. listopadu 2015 Praha) byl český sportovní novinář a spisovatel.

## Život
Narodil se v Praze, vystudoval FŽUK v Praze. Od mládí pracoval v mnoha médiich, např. v denících Svoboda a Zemědělské noviny, v Československé tiskové kanceláři (1978–1988), slovenském Športu, Novinách, Expresu, Tenis revue, Stadiónu nebo Večerníku Praha. Jeho hlavní odborností jsou fotbal, lední hokej a tenis, ale stejně tak napsal množství komentářů i rozhovorů s osobnostmi mnoha jiných sportů. Je autorem dvou desítek knih ze sportovního prostředí. Od poloviny roku 1985 byl tajným spolupracovníkem Státní bezpečnosti s krycím jménem Jar. Zajímavostí je, že byl dlouholetým fotbalovým funkcionářem klubu Bohemians Praha v dobách jeho největší slávy. Jako novinář se mimo jiné zúčastnil více než 20 ročníků tenisového turnaje ve Wimbledonu. V srpnu 2015, krátce po návratu z Londýna, mu byla diagnostikována akutní leukémie, které podlehl po necelých třech měsících.

## Knihy a sborníky
- Kirchner, Jaroslav. Češi na tenisových trůnech. 1. vyd. Velké Přílepy: Olympia, 2013. 125 s. ISBN 978-80-7376-331-2.
- Kirchner, Jaroslav. Desátý svátek hokeje: 2015 – 79. mistrovství světa v ledním ho, Praha – Ostrava. Vydání první. Velké Přílepy: Olympia, 2015. 135 stran. ISBN 978-80-7376-402-9.
- Kirchner, Jaroslav. Dynastie Holíků. 1. vyd. V Praze: ZEMS, 2006. 223 s. ISBN 80-87004-03-5.
- Kirchner, Jaroslav a Pavlis, Zdeněk. Euro 2012: XIV. mistrovství Evropy ve fotbale: Polsko – Ukrajina. 1. vyd. Velké Přílepy: Olympia, 2012. 135 s. ISBN 978-80-7376-319-0.
- Kirchner, Jaroslav. FRANZ, "Nejsem jen motivátor".Volné pokračování životních osudů české fotbalové legendy Františka Straky od roku 2008. Praha: ZEMS/Urania, 2015. 185 stran. ISBN 978-80-87004-36-4.
- Kirchner, Jaroslav a Slepička, Jan. Hvězdy českého sportu. 1. vyd. Praha: Fragment, 2000–2001. 2 sv. ISBN 80-7200-471-9.
- Hlinková, Liběna, Kirchner, Jaroslav a Zukal, Miroslav. Ivan Hlinka. 1. vyd. V Praze: ZEMS, 2005. 182 s. ISBN 80-903305-8-4.
- Kirchner, Jaroslav. Jsme mistři i bez zlata!. 1. vyd. Havlíčkův Brod: Fragment, 2004. 111 a. ISBN 80-7200-953-2.
- Kirchner, Jaroslav. Lukáš Konečný: chirurg. 1. vyd. V Praze: ZEMS, 2012. 159 s. ISBN 978-80-87004-30-2.
- Oficiální průvodce MS 2004 v ledním hokeji = Official program of the 2004 IIHF world championship: Praha – Ostrava 24.4.–9.5. [Havlíčkův Brod]: Fragment, 2004. 100 s. ISBN 80-7200-918-4.
- Kirchner, Jaroslav. To jsem já, Franz!. 1. vyd. V Praze: ZEMS, 2008. 176 s. ISBN 978-80-87004-21-0.
- Kirchner, Jaroslav. Vladimír Růžička: s lvíčkem v srdci. 1. vyd. V Praze: ZEMS, 2011. 217 s. ISBN 978-80-87004-27-2.
- Růžička, Vladimír a Kirchner, Jaroslav. Vladimír Růžička: příběh hokejové legendy. 1. vyd. Praha: ZEMS, 2003. 216 s. ISBN 80-903305-1-7.
- Kirchner, Jaroslav a Žofka, Zdeněk. Wimbledon a příběhy tenisových hrdinů. 2. vyd. Praha: Fragment, 2014. 189 s. Tenis. ISBN 978-80-253-2360-1.
- Kirchner, Jaroslav a Žofka, Zdeněk. Wimbledon a světové tenisové legendy. 1. vyd. Praha: Fragment, 2012. 181 s. Tenis. ISBN 978-80-253-1465-4.
- Kirchner, Jaroslav. Zlato pro Ivana: [MS 2005 Vídeň]. 1. vyd. Havlíčkův Brod: Fragment, 2005. 95 s. ISBN 80-253-0171-0.
- Hlinková, Liběna, Kirchner, Jaroslav a Zukal, Miroslav. Ivan Hlinka. 1. vyd. V Praze: ZEMS, 2005. 182 s. ISBN 80-903305-8-4.
- Pavlis, Zdeněk, Procházka, Pavel a Kirchner, Jaroslav. EURO 21: Česko 2015. Vydání první. Velké Přílepy: Olympia, 2015. 134 stran. ISBN 978-80-7376-407-4.